# Pseudagrion niloticum
Pseudagrion niloticum är en trollsländeart som beskrevs av Dumont 1978. Pseudagrion niloticum ingår i släktet Pseudagrion och familjen dammflicksländor. IUCN kategoriserar arten globalt som livskraftig. Inga underarter finns listade i Catalogue of Life.